# Friedensreich Hundertwasser
Friedensreich Regentag Dunkelbunt Hundertwasser (eredetileg Friedrich Stowasser) (Bécs, 1928. december 15. – Új-Zéland közelében, 2000. február 19.) osztrák építész, festő és filozófus.
A „sto” szláv nyelveken azt jelenti: „száz”, ezt németesítette művésznevében, melynek jelentése „száz víz”. A Friedensreich jelentése béketeli, Regentag: esős nap (egyébként saját hajójának a neve is, amelyen lakott), Dunkelbunt: sötéttarka.
Építészete az organikus építészethez tartozik. Jelentős filozófiai hitvallás van építészete mögött, mellyel az embert vissza akarja részben téríteni a természethez. Nagy hatással volt rá a bécsi szecesszió építészete is.
1983-ban ő alkotta meg  az új-zélandi Koru zászlót.

## Életútja
Apja, Ernst Stowasser három hónappal fia első születésnapja után halt meg. A második világháború nehéz időszak volt az ő és anyja számára, mivel anyja, Elsa zsidó volt. Mivel apja katolikus volt, így mindketten katolizáltak. Hogy ne legyen feltűnő családi háttere, Hundertwasser csatlakozott a Hitlerjugendhez. A háború után tanulmányait a bécsi Művészeti Akadémián folytatta 1948 és 1949 között, ezen időszak alatt változtatta nevét Hundertwasserre. 1949-ben Olaszországba utazott, majd egy év múlva egy ideig Párizsban tartózkodott. 1951-ben Marokkóba és Tunéziába látogatott el. 1952 és 1953 között kisebb kiállítása volt Bécsben. 1958-ban elvette Herta Leitnert, de két évvel később elváltak. 1962-ben újra megnősült, de 1966-ban ismét elvált. 1967-től grafikái és plakátjai nagy példányszámban keltek el. 1981-ben kinevezték a Bécsi Képzőművészeti Akadémia professzorának, tíz évvel később a városban megnyílt a Hundertwassermuseum. 2000-ben, 71 éves korában Új-Zéland közelében, szívroham következtében hunyt el a Queen Elizabeth II nevű hajón.

## Bélyegeken
Több levélbélyeget készített a Zöld-foki-szigeteknek, az ENSZ postahivatala (New York, Genf és Bécs) részére, az Emberi Jogok Egyetemes Nyilatkozatának 35. évfordulója alkalmából (1983), Liechtensteinnek (1993 és 2000), Luxemburgnak (1995), Franciaországnak (Európa Tanács szolgálati bélyeg, 1994) és Ausztriának (osztrák modern művészet témakör, 1975). Az Osztrák Posta további Hundertwasser-motívumokat használt fel az Európa-sorozatban (1987, modern építészet kategóriába bekerült a Hundertwasser-ház), valamint 2000-ben bekövetkezett halálát követően.

## Épületei

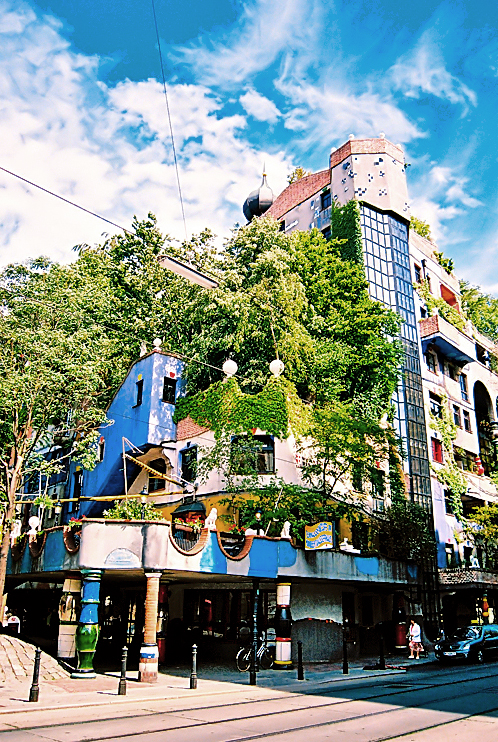
Hundertwasserhaus, Bécs, Kegelgasse 34-38

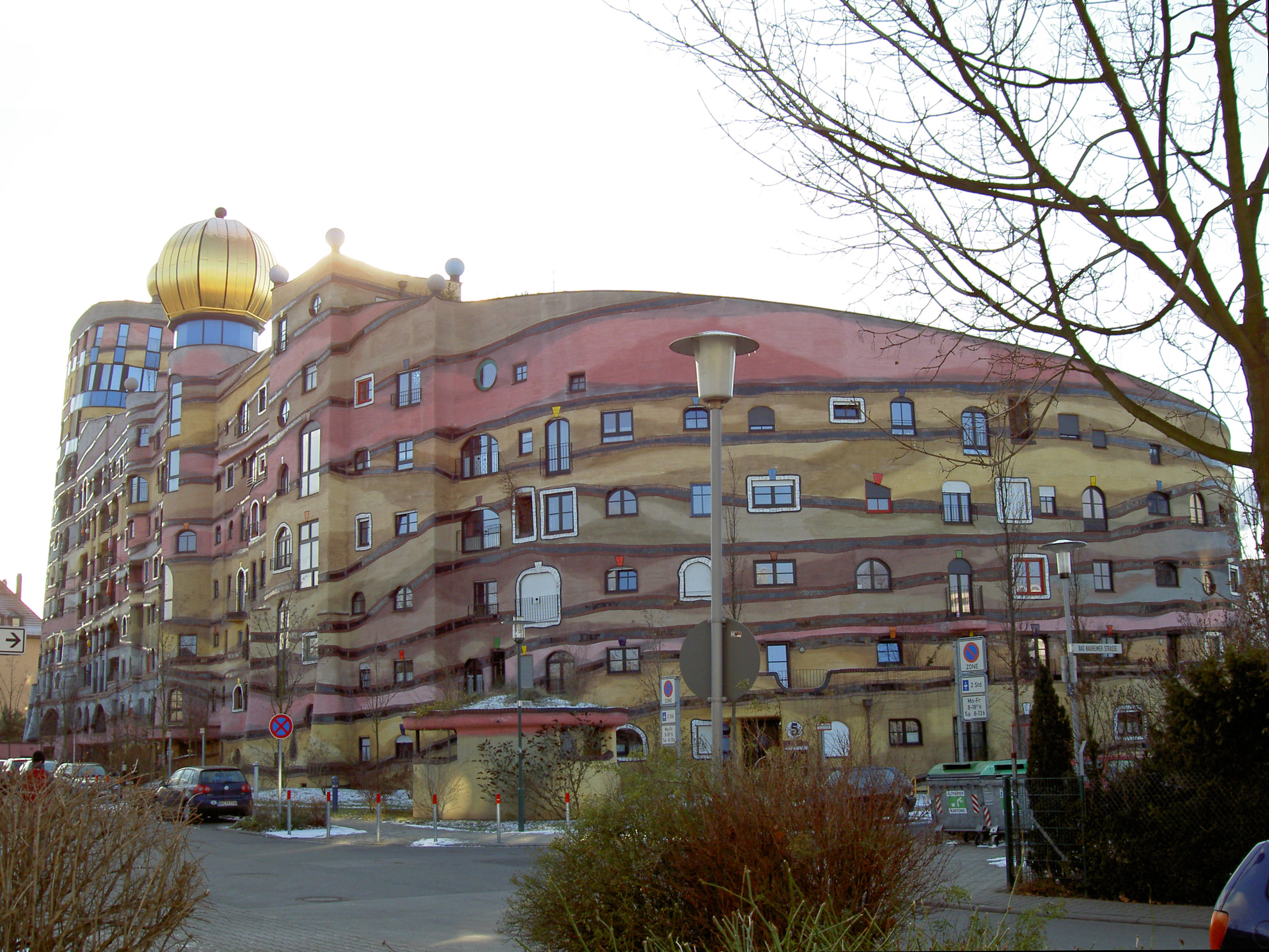
Darmstadt Waldspirale

- Hundertwasserhaus (Bécs, Ausztria), 1983-1986
- Rosenthal Selb (gyárépület, Németország), 1980-1982
- Rupertinum Salzburg (Zungenbart), 1980-1987
- Mierka Getreidesilo (Krems), 1982-1983
- St.Barbara templom (Bärnbach), 1987-1988
- Skanzen, Roiten, 1987-1988
- Textilgyár Rueff Muntlix, 1988
- Gyermekmegőrző Frankfurt-Heddernheim (D), 1988-1995
- Távfűtő Bécs/Spittelau, 1988-1997
- Autópálypihenő-étterem Bad Fischau, 1989-1990
- KunstHausWien, 1989-1991
- Village beim Hundertwasser-KrawinaHaus Wien, 1990-1991
- „In den Wiesen” Bad Soden am Taunus (D), 1990-1993
- „Wohnen unterm Regenturm” Plochingen am Neckar (D), 1991-1994
- Countdown 21st Century Monument for TBS Tokyo (J), 1992
- Fontaines Zwettl, 1992-1994
- Pavillon beim DDSG Ponton Wien, 1992-1994
- Quixote Winery Napa Valley (USA), 1992-1999
- SpiralflussTrinkbrunnen I Linz, 1993-1994
- Hôpital (Oncologie) Graz, 1993-1994
- Thermendorf Blumau, 1993-1997
- SpiralflussTrinkbrunnen II Tel Aviv (IL), 1994-1996
- Kid's Plaza Ōsaka (J), 1996-1997
- Martin-Luther-Gymnasium Wittenberg (D), 1997-1999
- Maishima Incineration Plant Ōsaka (J), 1997-2000
- Waldspirale Darmstadt (D), 1998-2000
- Piac Altenrhein (CH), 1998-2001
- Nyilvános WC Kawakawa (NZ), 1999
- Környezetbarát pályaudvar, Hundertwasser Uelzen (D), 1999-2001
- Maishima Sludge Center Ōsaka (J), 2000- -építés alatt
- Grüne Zitadelle Magdeburg (D), 2004-2005
- Ronald McDonald Hundertwasserhaus Essen/Grugapark (D), 2005

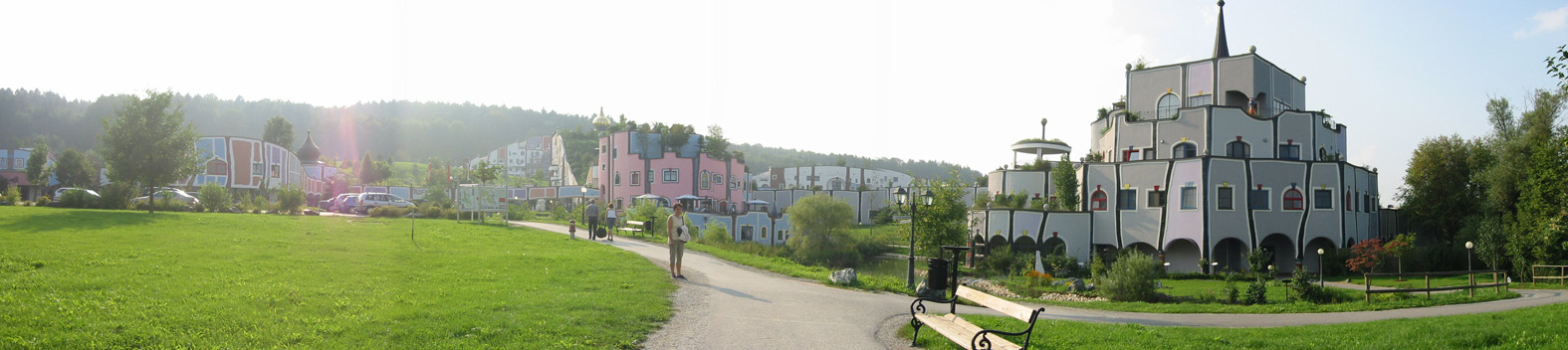
Rogner Bad Blumau

## Festészete
Festményei éppolyan szabálytalanok, mint épületei. 2007 őszén a Szépművészeti Múzeumban nyílt nagy sikerű kiállítás műveiből.